# Лозунги (фильм)
Лозунги (алб. Parullat) — албанская кинокомедия 2001 года режиссера Джерджа Схувани.

## Сюжет
Андре начинает работать учителем биологии в отдаленном горном селе в Албании. Его первая задача состоит в выборе одного из двух коммунистических лозунгов («Выше революционный дух» или «Американский империализм — бумажный тигр»). Он избирает короче, потому что жалеет свой класс, поскольку они должны составить лозунг на склоне горы с помощью белых камней. Однако это означает, что больше лозунг получит класс Дианы — учительницы французского языка, которая нравится Андре. Андре становится врагом секретаря коммунистической организации села, когда заступается за несправедливо обвиненного пастуха коз, с которым он подружился. Секретарь решил отомстить Андре…